# Laktozilkeramid b-1,3-galaktoziltransferaza
Laktozilkeramid b-1,3-galaktoziltransferaza (EC 2.4.1.179, uridin difosfogalaktoza-laktozilkeramid beta1->3-galaktoziltransferaza, UDP-galaktoza:D-galaktozil-1,4-beta-D-glukozil-R beta-1,3-galaktoziltransferaza, UDP-galaktoza:D-galaktozil-(1->4)-beta-D-glukozil-R 3-beta-galaktoziltransferaza, UDP-alfa-D-galaktoza:D-galaktozil-(1->4)-beta-D-glukozil-R 3-beta-galaktoziltransferaza) je enzim sa sistematskim imenom UDP-alfa-D-galaktoza:beta-D-galaktozil-(1->4)-beta-D-glukozil-R 3-beta-galaktoziltransferaza. Ovaj enzim katalizuje sledeću hemijsku reakciju
UDP-alfa--galaktoza + beta--galaktozil-(1->4)-beta--glukozil-R {\displaystyle \rightleftharpoons } UDP + beta--galaktozil-(1->3)-beta-D-galaktozil-(1->4)-beta--glukozil-R
R može da bude oligosaharid ili glikolipid. Laktoza takođe može da deluje kao akceptor, mada reakcija teče sporo.

## Literatura
- Nicholas C. Price; Lewis Stevens (1999). Fundamentals of Enzymology: The Cell and Molecular Biology of Catalytic Proteins (Third изд.). USA: Oxford University Press. ISBN 019850229X.
- Eric J. Toone (2006). Advances in Enzymology and Related Areas of Molecular Biology, Protein Evolution (Volume 75 изд.). Wiley-Interscience. ISBN 0471205036.
- Branden C; Tooze J. Introduction to Protein Structure. New York, NY: Garland Publishing. ISBN 0-8153-2305-0.
- Irwin H. Segel. Enzyme Kinetics: Behavior and Analysis of Rapid Equilibrium and Steady-State Enzyme Systems (Book 44 изд.). Wiley Classics Library. ISBN 0471303097.

## Spoljašnje veze
- Lactosylceramide+beta-1,3-galactosyltransferase на 